# Quilca Bajo
Quilca Bajo es una localidad peruana ubicada en el distrito de Paramonga, perteneciente a la provincia de Barranca del departamento de Lima, en la costa central del Perú. 

## Ubicación
Quilca Bajo se ubica al noreste de la provincia de Barranca, en el distrito de Paramonga, en el departamento de Lima.

## Demografía
En 2017 Quilca Bajo tenía una población de 2 habitantes.
| Gráfica de evolución demográfica de Quilca Bajo entre 1993 y 2017 |
|                                                                   |
| Fuentes: Población 1993 y 2017                                    |